# Oreocharis argyreia
Oreocharis argyreia är en tvåhjärtbladig växtart som beskrevs av Woon Young Chun och K.Y. Pan. Oreocharis argyreia ingår i släktet Oreocharis och familjen Gesneriaceae.

## Underarter
Arten delas in i följande underarter:
- O. a. angustifolia
- O. a. argyreia